# Перрен, Жан Шарль Никез
Жан Шарль Никез Перрен (фр. Jean-Charles Nicaise Perrin; 12 октября 1754[…], Париж — 23 сентября 1831[…], Париж) — французский живописец.

## Биография
Родился в 1754 году в Париже. Учился живописи у Габриэля Франсуа Дуайена и Луи Жан-Жака Дюрамо.
Несколько раз участвовал в конкурсах на Римскую премию и трижды занимал второе место. Однако в третий раз, в 1780 году, все таки получил присуждаемую по условиям премии стипендию для образовательной поездки в Рим, потому что победитель, Жан-Пьер Сент-Урс, оказался иностранцем (гражданином Швейцарии) и не имел права на стипендию.
В итоге Перрен прожил в Риме с 1780 по 1784 год. Там он увлёкся творчеством Караваджо, и даже выполнил копию его картины «Погребение Христа», которую отправил домой во Францию.
Вернувшись в Париж, Перрен стал членом Королевской академии живописи и скульптуры по представлению картины, изображающей Энея). В 1788 году Перрен написал картину «Смерть Сенеки» для короля Людовика XVI.
В годы революции творчество Перрена считалось старомодным. К тому же Перрен, набожный католик, тяжело переживал эпоху религиозных гонений. Однако с началом XIX века ситуация поменялась. Конкордат Наполеона примирил во Франции власть и церковь, а элита Первой империи вновь полюбила менее революционный стиль.
В 1804 году о Перрене вспомнили на самом высоком уровне: ему был заказан парадный портрет маршала Ланна для дворца Тюильри. В том же году он написал «Вознесение Девы Марии» для главного алтаря собора в Монпелье, а в 1806 году создал религиозно-патриотическую фреску «Франция, поддерживаемая Религией, освящает знамёна, взятые у врага» для личной капеллы императора Наполеона.
В годы Второй реставрации Перрен продолжал выставлять свои произведения в ежегодном Парижском салоне вплоть до 1822 года.
Скончался в Париже в 1831 году.

## Галерея

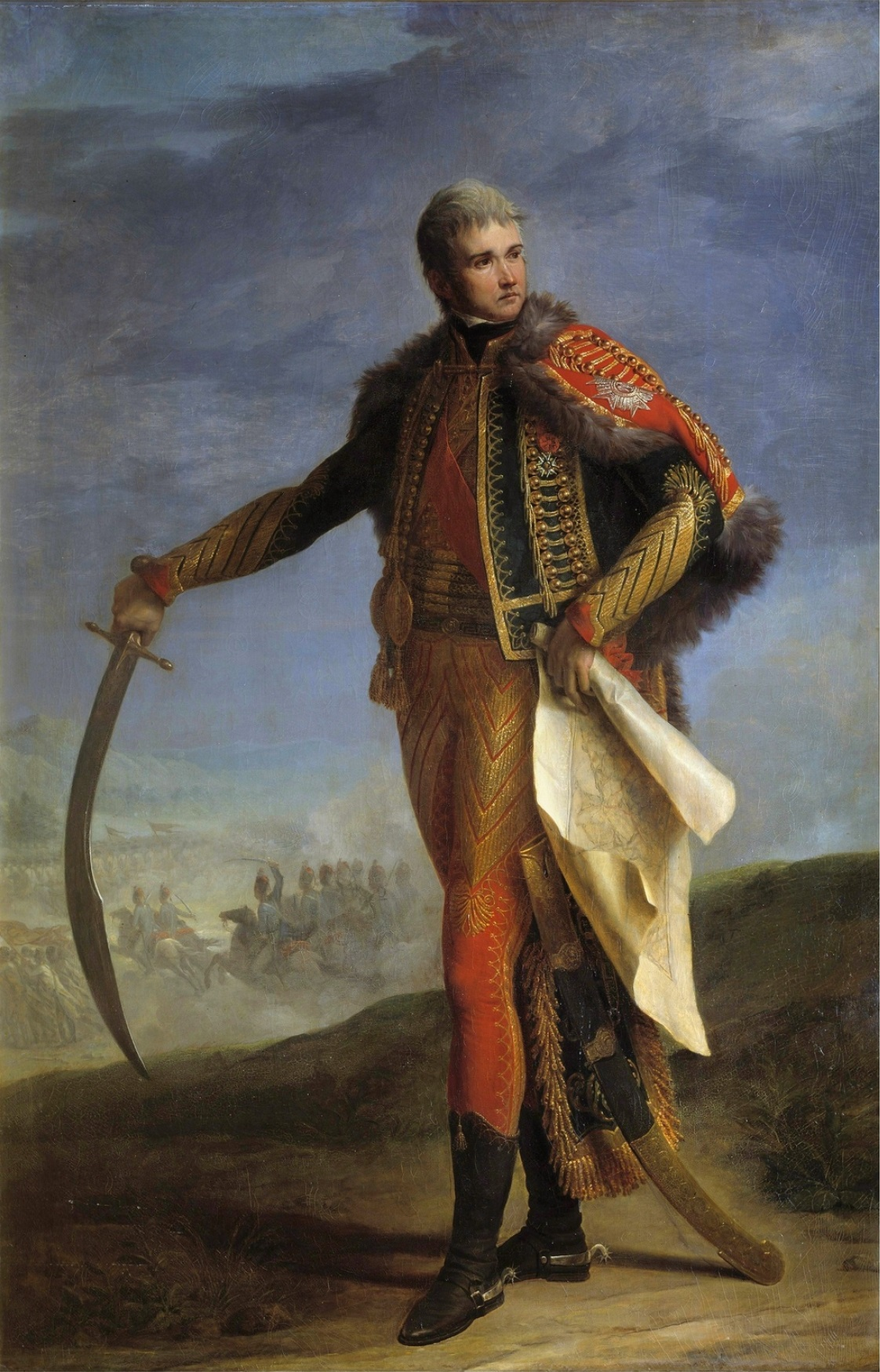
Парадный портрет Жана Ланна
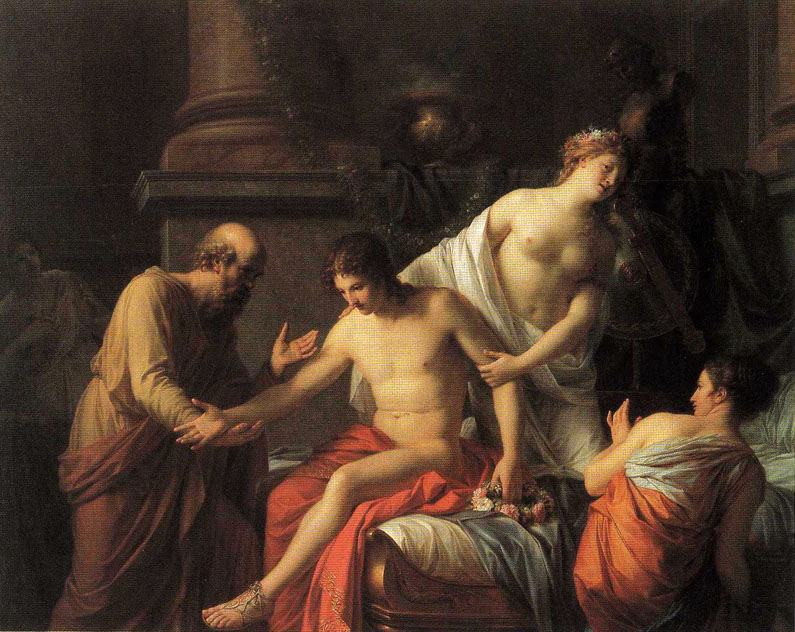
Сократ уводит Алкивиада от гетер
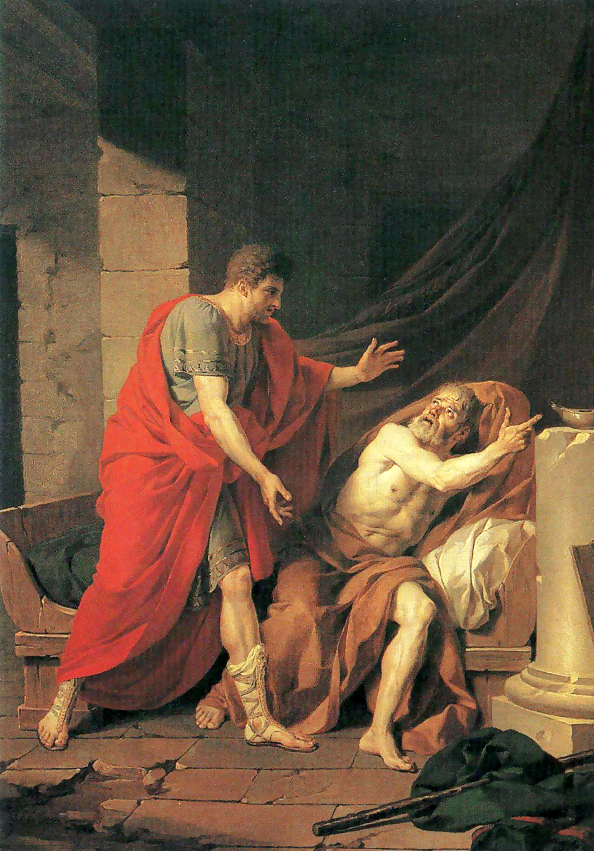
Перикл и Анаксагор
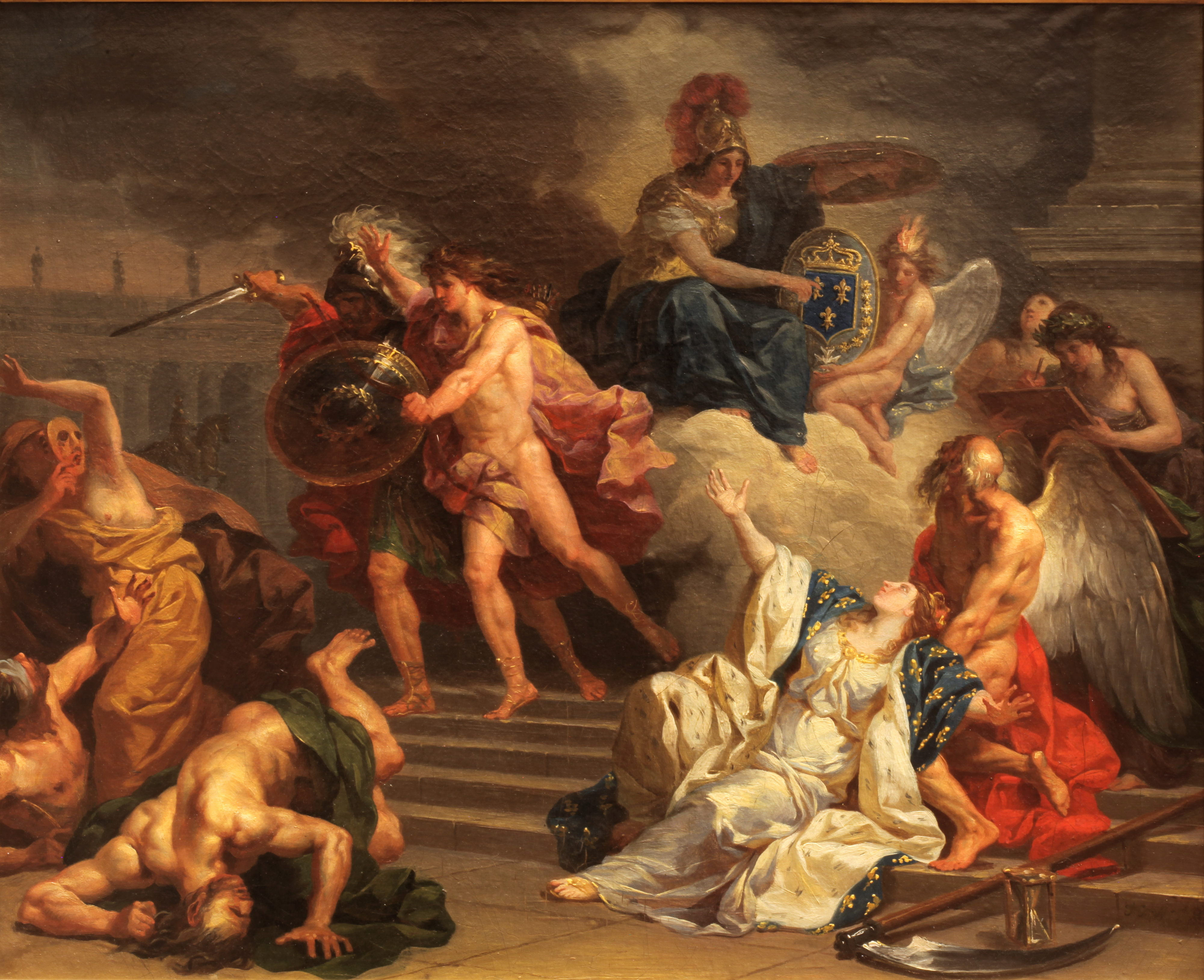
Франция, излеченная Временем. Аллегория на Реставрацию Бурбонов
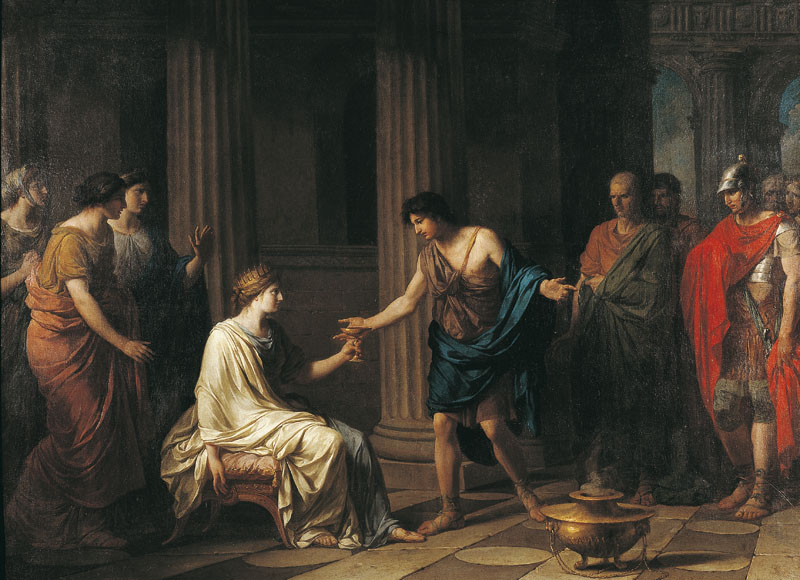
Смерть Софонисбы
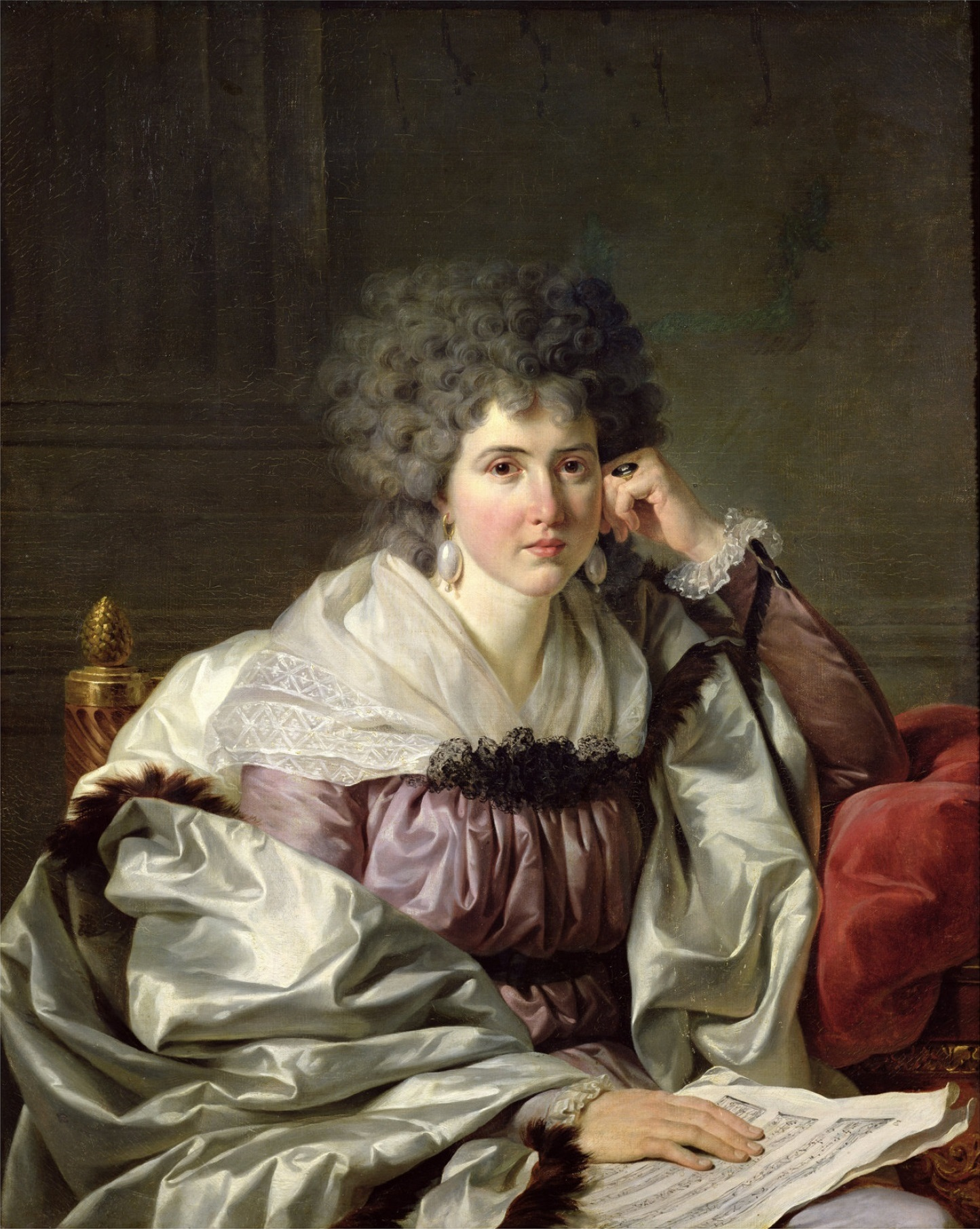
Портрет жены
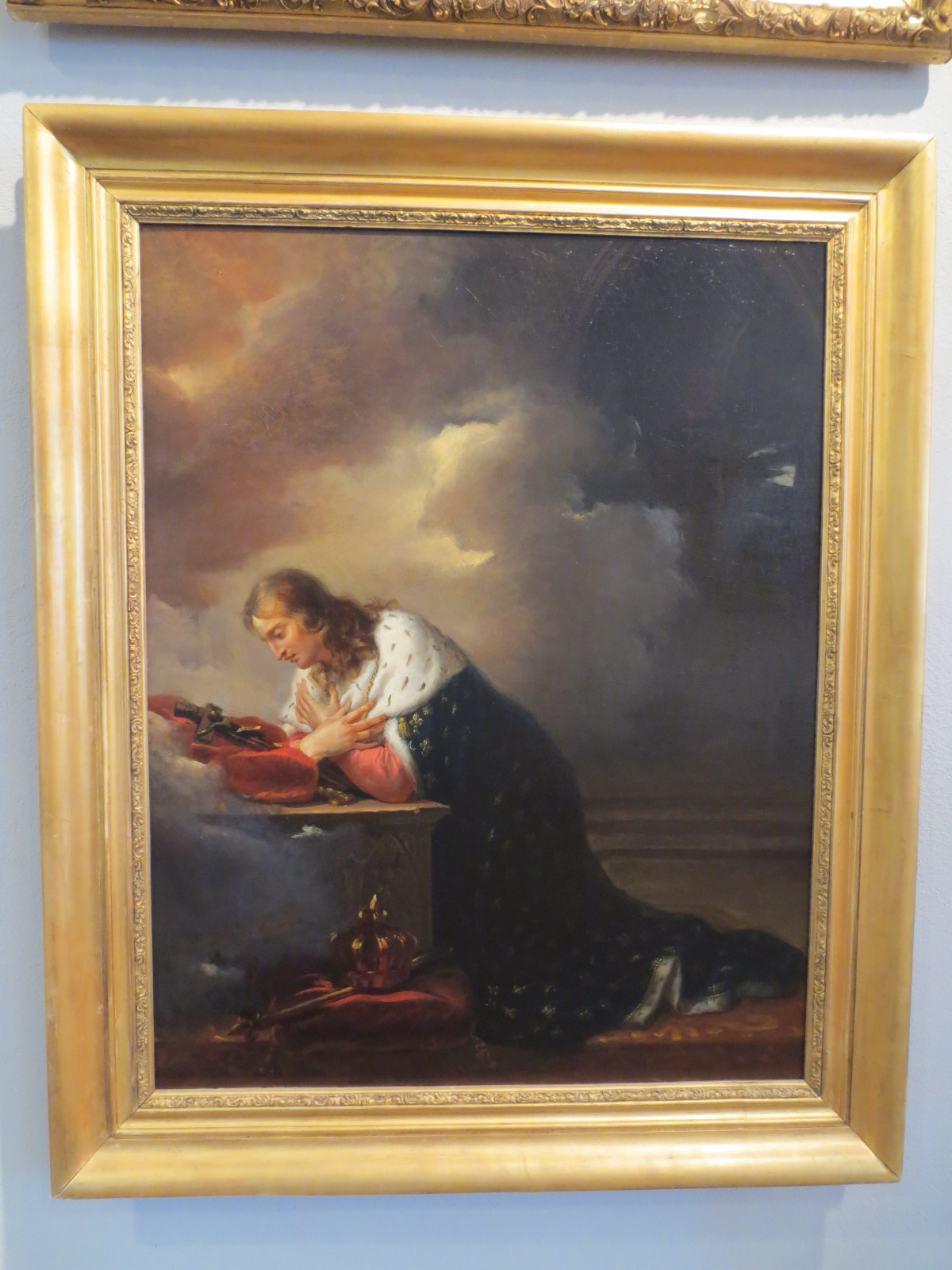
Святой Людовик